# Belgian Procar
 (janvier 2017).
Si vous disposez d'ouvrages ou d'articles de référence ou si vous connaissez des sites web de qualité traitant du thème abordé ici, merci de compléter l'article en donnant les références utiles à sa vérifiabilité et en les liant à la section « Notes et références ».
Navigation
Championnat de Belgique des voitures de tourisme BTCS
Le Belgian Procar a été le championnat national belge de course de voitures de tourisme sur circuits de 1990 à 2001.
Il a été couru sous les réglementations Supertourisme, Superproduction, Groupe N et Silhouette.
La promotion du championnat de Belgique de Production sous cette nouvelle formule est confiée aux pilotes Jean-Michel Martin et Pascal Witmeur.
Ce championnat s'est terminé en 2002 faute de participants: il a depuis lors été remplacé par le Belgian Touring Car Series (en).

## Palmarès
| Saison | Vainqueur                     | Pays      | Voiture               |
| ------ | ----------------------------- | --------- | --------------------- |
| 1990   | Division 1 Jean-Michel Martin | Belgique  | BMW M3 Hartge         |
| 1990   | Division 2 Wolfgang Haugg     | Allemagne | Opel Kadett GSi 16V   |
| 1993   | Thierry Tassin                | Belgique  | BMW M3 E36            |
| 1994   | Thierry Tassin                | Belgique  | BMW 318iS             |
| 1995   | Thierry Tassin                | Belgique  | BMW 318iS             |
| 1996   | Jean-François Hemroulle       | Belgique  | Audi A4 Quattro       |
| 1997   | Didier de Radiguès            | Belgique  | BMW 320i              |
| 1998   | Sébastien Ugeux               | Belgique  | Peugeot 306 GTI       |
| 1999   | Frédéric Bouvy                | Belgique  | Peugeot 306 GTI       |
| 2000   | Sébastien Ugeux               | Belgique  | Alfa Romeo 156        |
| 2001   | Vincent Radermecker           | Belgique  | Opel Astra Silhouette |
| Source |                               |           |                       |